# Serwy (jezioro)
Serwy – jezioro w woj. podlaskim, w powiecie augustowskim, w gminie Płaska, leżące na terenie Równiny Augustowskiej.

## Położenie
Jezioro ma położenie południkowe. Linia brzegowa jest umiarkowanie rozwinięta z wysokimi brzegami i licznymi piaszczystymi plażami. Objęte jest strefą ciszy. Nad północnym brzegiem położone są pola uprawne, zaś południowy brzeg jest porośnięty lasami. Wody Serw zasilają system Kanału Augustowskiego.
Na jeziorze są 3 wyspy: Dębowo, Lipówka oraz Sosnowo (rezerwat kormoranów) o łącznej powierzchni 12 ha.
Miejscowości położone nad jeziorem to: Serwy, Mołowiste, Sucha Rzeczka. Nad brzegami znajduje się wiele ośrodków wypoczynkowych i pól namiotowych.

## Dane morfometryczne
Powierzchnia zwierciadła wody według różnych źródeł wynosi od 438,5 ha do 460,3 ha.
Zwierciadło wody położone jest na wysokości 126,8 m n.p.m. lub 126,6 m n.p.m. bądź 126,9 m Średnia głębokość jeziora wynosi 14,1 m lub 14,5 m, natomiast głębokość maksymalna 41,5 m.
W oparciu o badania przeprowadzone w 1988 roku wody jeziora zaliczono do II klasy czystości. Na podstawie wyników badań z 2017 roku zaklasyfikowano je do II klasy jakości. W typologii makrofitowej jezioro zaliczane jest do ramienicowych głębokich. Jest to jezioro stratyfikowane o małym wpływie zlewni i wysokiej zawartości wapnia.

## Hydronimia
Według urzędowego spisu opracowanego przez Komisję Nazw Miejscowości i Obiektów Fizjograficznych (KNMiOF) nazwa tego jeziora to Serwy. Nazwa jeziora wywodzi się prawdopodobnie z jaćwieskiego słowa sirvis, oznaczającego szary.